# Raghunath Mohapatra
Raghunath Mohapatra (Puri, 24 de marzo de 1943-Bhubaneshwar, 9 de mayo de 2021) fue un arquitecto, escultor y político indio, quien se desempeñaba como miembro de Rajya Sabha del estado de Odisha desde 2018 hasta su fallecimiento en 2021. Fue galardonado con los premios Padma Shri en 1975, Padma Bhushan en 2001 y Padma Vibhushan en 2013, este último con motivo del 64.º Día de la República de la India.

## Biografía
Nacido en Puri (Odisha), Mohapatra fue galardonado con Padma Shri por el entonces presidente de la India, Fakhruddin Alí Ahmed, en 1976 y también recibió el premio Padma Bhushan en 2001.
Fue nominado por el Ministerio de Relaciones Exteriores del Gobierno de la India como miembro del Consejo Indio de Relaciones Culturales (ICCR) en 2000.
Se desempeñó como Instructor Principal y Superintendente del Centro de Diseño y Capacitación de Artesanías en Odisha, Bhubaneswar desde 1963.

## Premios
- Padma Vibhushan, 2013[6][7]
- Padma Bhusan, 2001
- Padma Shri, 1976[8]
- National Award for Sculpture, 1964[9]